# Phyllophaga pallida
Phyllophaga pallida är en skalbaggsart som beskrevs av Horn 1885. Phyllophaga pallida ingår i släktet Phyllophaga och familjen Melolonthidae. Inga underarter finns listade i Catalogue of Life.